# 陈氏里大桥

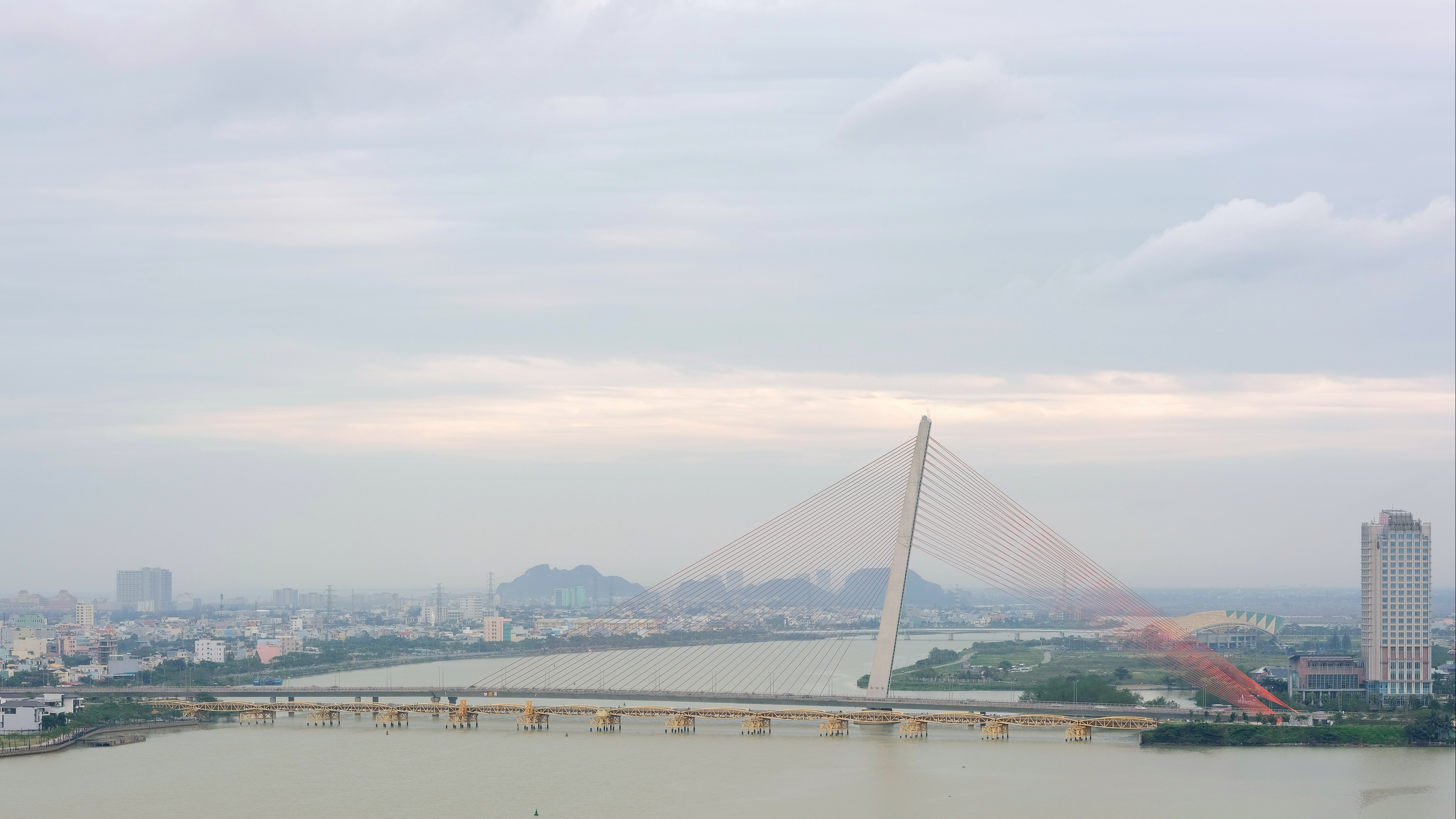

陈氏里大桥，全称阮文追–陈氏里大桥是位于越南岘港市跨过瀚江的一座桥。该桥取代了以阮文追和陈氏里为名的两座旧桥。